# Nora bergslagsförsamling
Nora bergslagsförsamling är en församling i Bergslagens kontrakt, Västerås stift. Församlingen omfattar hela Nora kommun i Örebro län och utgör ett eget pastorat. 

## Administrativ historik
Församlingen bildades 2010 genom sammanslagning av Nora bergsförsamling, Vikers församling och Järnboås församling.

## Kyrkor
- Nora kyrka
- Vikers kyrka
- Järnboås kyrka